# Кайракты (приток Тобола)
Кайракты — река в России, протекает по Адамовскому и Светлинскому районам Оренбургской области. Устье реки находится в 1589 км от устья Тобола по правому берегу. Длина реки составляет 41 км.
На берегах Кайракты расположены (от истока): Новосовхозный, Обильный, Кайракты.

## Данные водного реестра
По данным государственного водного реестра России относится к Иртышскому бассейновому округу, водохозяйственный участок реки — Тобол от истока до впадения реки Уй, без реки Увелька, речной подбассейн реки — Тобол. Речной бассейн реки — Иртыш.
Код объекта в государственном водном реестре — 14010500212111200000072.